# Saint-Georges-de-Lévéjac
Saint-Georges-de-Lévéjac (okzitanisch Sent Jòrdi de Lebejac) ist eine ehemalige französische Gemeinde mit 262 Einwohnern (Stand: 1. Januar 2022) im Département Lozère in der Region Okzitanien.
Saint-Georges-de-Lévéjac wurde mit Wirkung vom 1. Januar 2017 mit den Gemeinden Les Vignes, Le Recoux, Le Massegros und Saint-Rome-de-Dolan zu einer Commune nouvelle mit dem Namen Massegros Causses Gorges zusammengeschlossen, wo sie seither über den Status einer Commune déléguée verfügt.

## Geografie
Saint-Georges-de-Lévéjac ist eine touristisch geprägte Ortschaft nördlich der Gorges du Tarn auf dem Causse de Sauveterre.

## Bevölkerungsentwicklung
| 1962 | 1968 | 1975 | 1982 | 1990 | 1999 | 2006 |
| ---- | ---- | ---- | ---- | ---- | ---- | ---- |
| 317  | 310  | 272  | 278  | 241  | 243  | 255  |